# Monica Wilson
Monica Wilson, nascida Hunter (Lovedale, 3 de janeiro de 1908 – Hogsback, 26 de outubro de 1982) foi uma antropóloga sul-africana, professora de antropologia social na Universidade da Cidade do Cabo.

## Biografia
Monica Hunter nasceu de pais missionários em Lovedale no Cabo Oriental, província da África do Sul, falando a língua xossa desde a infância. Ela estudou história no Girton College, Cambridge, antes de obter um doutorado de antropologia em Cambridge no ano de 1934. Sua tese, cujo trabalho de campo foi realizado com os Pondo no Cabo Oriental entre 1931 e 1933, foi apresentada na monografia Reaction to Conquest.
Casando-se com Godfrey Wilson em 1935, o casal realizou trabalho de campo com os Nyakyusa, na Tanzânia, entre 1935 e 1938. Seu trabalho de campo foi patrocinado pelo International African Institute. Godfrey Wilson morreu em 1944. Monica ensinou na Universidade de Fort Hare de 1944 a 1946 e na Rhodes University de 1947 a 1951. Ela foi professora de antropologia social na Universidade da Cidade do Cabo de 1952 até sua aposentadoria em 1973.

Ela morreu em Hogsback, Eastern Cape, em sua casa, que agora é um centro de pesquisa da Universidade de Fort Hare.

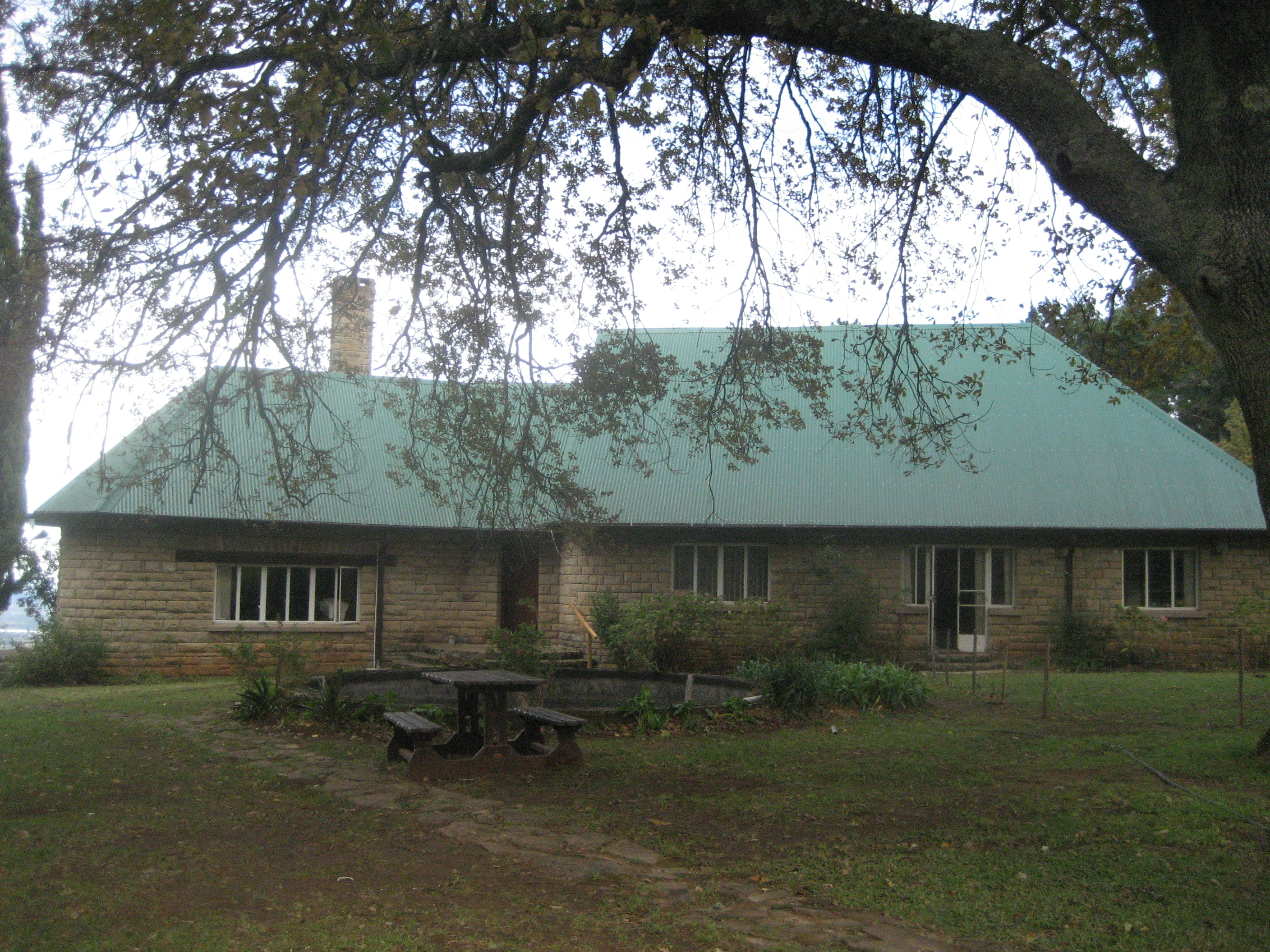
Casa de Monica Wilson em Hogsback
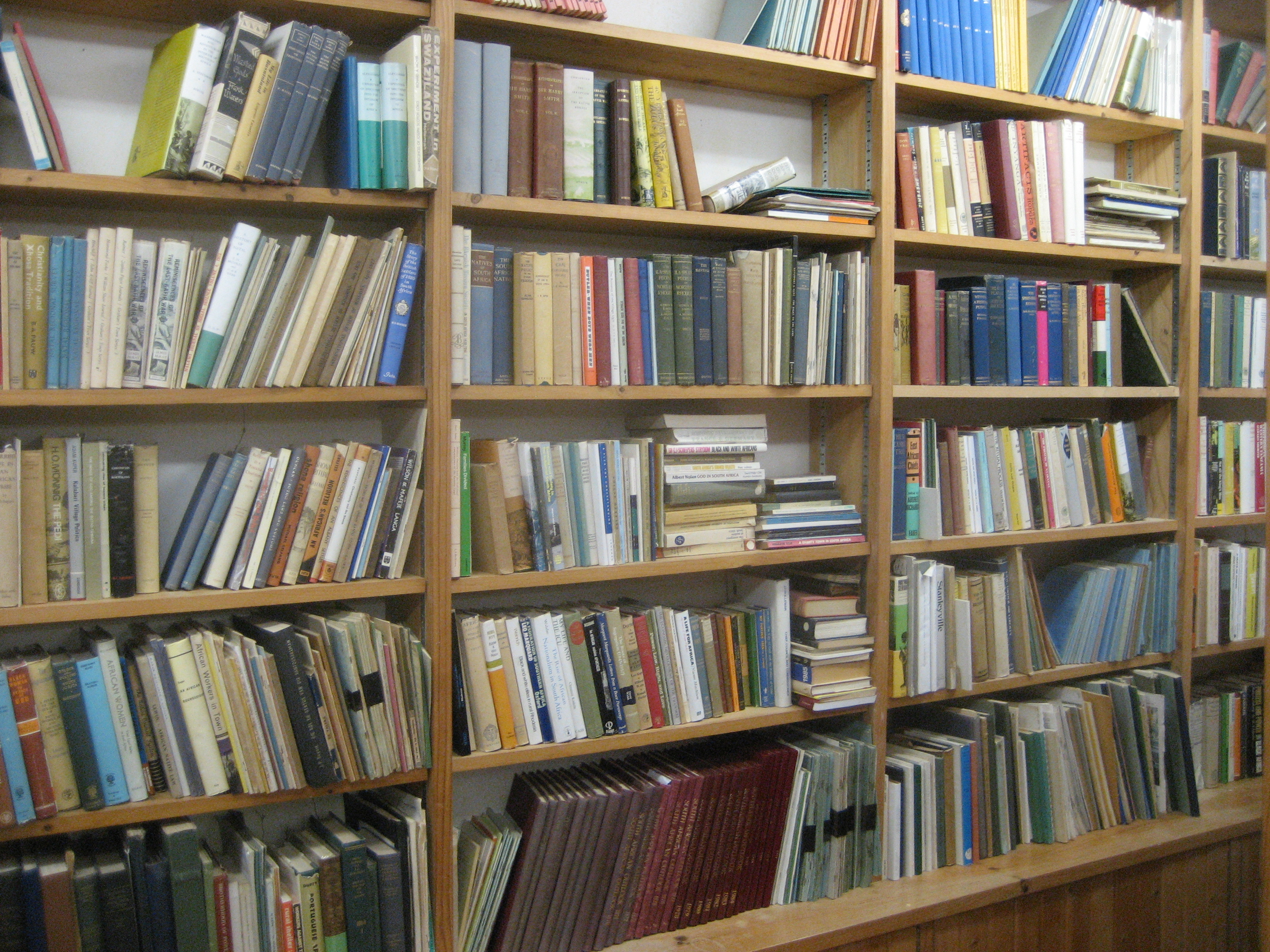
Biblioteca
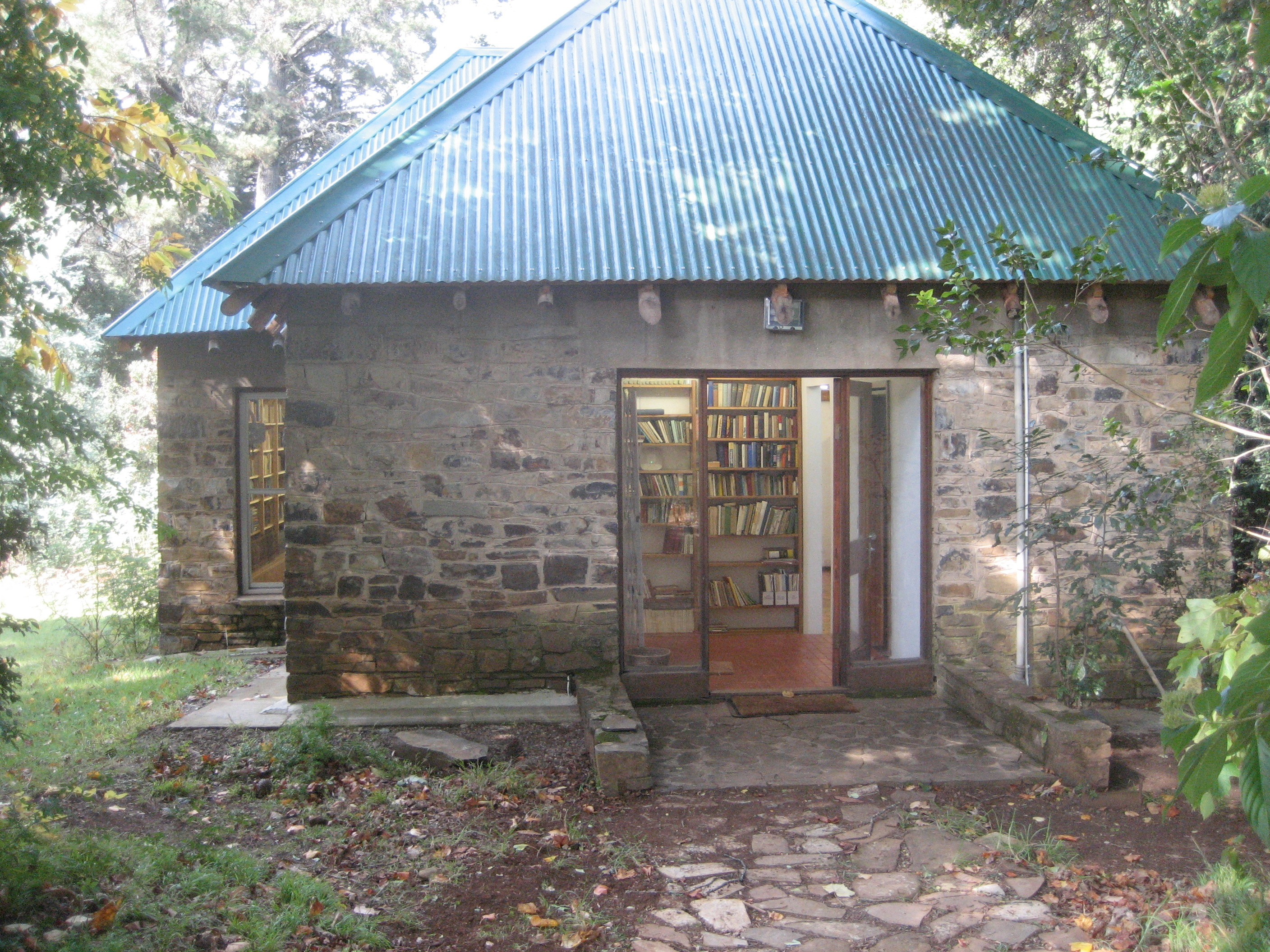
Biblioteca
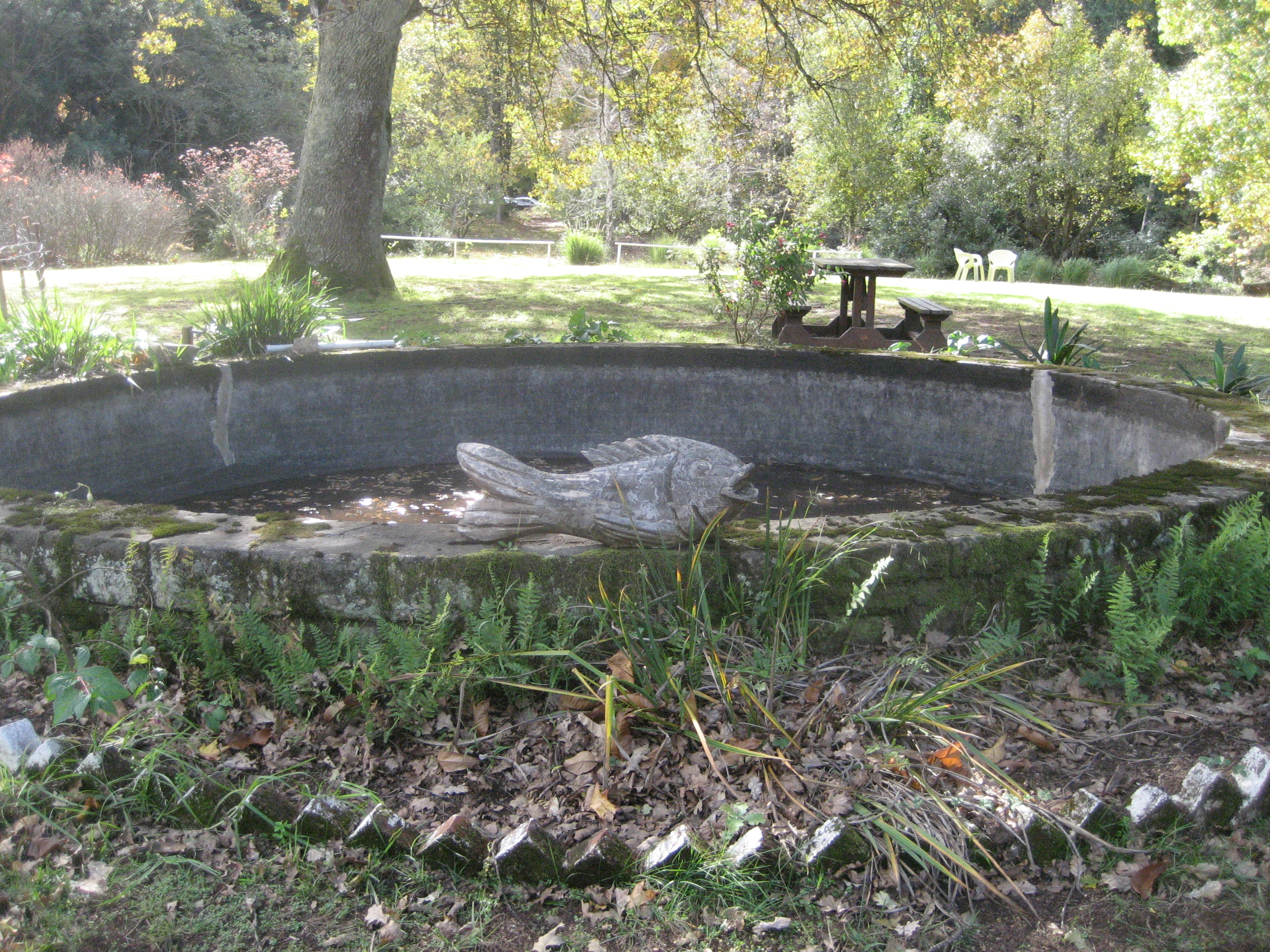
Lagoa (Hogsback)

## Obras publicadas
- Reaction to Conquest: Effects of Contact with European on the Pondo of South Africa. With an Introd. by General the Right Hon, J. C. Smuts. 2d Ed. [S.l.]: Oxford University Press. 1964
- The Analysis of Social Change. [S.l.]: CUP Archive. 1945. GGKEY:PQXPX24Z7XY with Godfrey Wilson
- Good Company. A Study of Nyakyusa Age-villages. [S.l.]: London. 1951
- The Oxford history of South Africa. [S.l.]: Clarendon press. 1971(ed. with Leonard Thompson)
- For men and elders : change in the relations of generations and of men and women among the Nyakyusa – Ngonde people 1875 – 1971. [S.l.]: Holmes & Meier. 1977. ISBN 9780841903135